# Saint-Pierre-es-Champs
Saint-Pierre-es-Champs és un municipi francès, situat al departament de l'Oise i a la regió dels Alts de França. L'any 2007 tenia 676 habitants.

## Demografia

### Població
El 2007 la població de fet de Saint-Pierre-es-Champs era de 676 persones. Hi havia 242 famílies de les quals 44 eren unipersonals (20 homes vivint sols i 24 dones vivint soles), 79 parelles sense fills, 115 parelles amb fills i 4 famílies monoparentals amb fills.
La població ha evolucionat segons el següent gràfic:
Habitants censats

### Habitatges
El 2007 hi havia 298 habitatges, 248 eren l'habitatge principal de la família, 42 eren segones residències i 7 estaven desocupats. Tots els 297 habitatges eren cases. Dels 248 habitatges principals, 215 estaven ocupats pels seus propietaris, 28 estaven llogats i ocupats pels llogaters i 5 estaven cedits a títol gratuït; 1 tenia una cambra, 3 en tenien dues, 40 en tenien tres, 75 en tenien quatre i 129 en tenien cinc o més. 198 habitatges disposaven pel capbaix d'una plaça de pàrquing. A 112 habitatges hi havia un automòbil i a 120 n'hi havia dos o més.

### Piràmide de població
La piràmide de població per edats i sexe el 2009 era:
| Homes | Edats   | Dones |
| ----- | ------- | ----- |
| 0     | 95 o +  | 0     |
| 0     | 90 a 94 | 4     |
| 0     | 85 a 89 | 0     |
| 0     | 80 a 84 | 4     |
| 4     | 75 a 79 | 4     |
| 4     | 70 a 74 | 4     |
| 24    | 65 a 69 | 8     |
| 16    | 60 a 64 | 40    |
| 16    | 55 a 59 | 12    |
| 16    | 50 a 54 | 4     |
| 28    | 45 a 49 | 28    |
| 36    | 40 a 44 | 32    |
| 16    | 35 a 39 | 24    |
| 36    | 30 a 34 | 20    |
| 16    | 25 a 29 | 20    |
| 12    | 20 a 24 | 4     |
| 44    | 15 a 19 | 16    |
| 36    | 10 a 14 | 20    |
| 32    | 5 a 9   | 28    |
| 28    | 0 a 4   | 12    |

## Economia
El 2007 la població en edat de treballar era de 434 persones, 320 eren actives i 114 eren inactives. De les 320 persones actives 280 estaven ocupades (156 homes i 124 dones) i 40 estaven aturades (12 homes i 28 dones). De les 114 persones inactives 27 estaven jubilades, 38 estaven estudiant i 49 estaven classificades com a «altres inactius».

### Ingressos
El 2009 a Saint-Pierre-es-Champs hi havia 255 unitats fiscals que integraven 694 persones, la mediana anual d'ingressos fiscals per persona era de 17.923 €.

### Activitats econòmiques
Dels 12 establiments que hi havia el 2007, 1 era d'una empresa extractiva, 1 d'una empresa de fabricació d'altres productes industrials, 2 d'empreses de construcció, 1 d'una empresa de comerç i reparació d'automòbils, 1 d'una empresa de transport, 1 d'una empresa financera, 4 d'empreses de serveis i 1 d'una empresa classificada com a «altres activitats de serveis».
Dels 3 establiments de servei als particulars que hi havia el 2009, 1 era una fusteria, 1 electricista i 1 perruqueria.
L'any 2000 a Saint-Pierre-es-Champs hi havia 11 explotacions agrícoles.

## Equipaments sanitaris i escolars
El 2009 hi havia una escola elemental integrada dins d'un grup escolar amb les comunes properes formant una escola dispersa.

## Poblacions més properes
El següent diagrama mostra les poblacions més properes.